# 大阪市電春日出車庫
大阪市電春日出車庫は、かつて大阪府大阪市此花区島屋3丁目にあった大阪市電の車庫。

## 概要
1923年（大正12年）9月に、当時の大阪市西区春日出町（現在の大阪市此花区島屋3丁目）に開設された。
建屋は5棟で構成され、単車で192両収容可能であった。車庫の増築も行われたが、1945年（昭和20年）6月1日にアメリカ軍爆撃機B29による空襲を受けて全焼した。その後しばらくは復旧されずに放棄されていたが、終戦から2年目の1947年（昭和22年）8月にようやく復旧された。
鶴町車庫と同様に海抜の低い低地帯にあったため、度々風水害を受けた。また、車庫の近隣に日本国有鉄道西成線（現在の西日本旅客鉄道桜島線の一部）が通っていたため、他社への譲渡車両の運搬基地となり、さらに余剰となった市電車両の解体場所ともなった。
1969年（昭和44年）2月1日、大阪市電西野田線（兼平町・島屋町間）の廃止に伴い、廃止された。
跡地は大阪市営バスの春日出営業所となったが、1994年（平成6年）12月に閉鎖され、機能は新設の酉島営業所に移された。